# 国際女子ボクシング連盟
国際女子ボクシング連盟（こくさいじょしボクシングれんめい、International Women's Boxing Federation / IWBF）は女子ボクシングの世界王座認定団体である。本部はニューヨーク。

## 歴史
1992年設立。
1997年10月24日、キャシー・コリンズを最初のチャンピオンに認定。
日本人初の女子ボクシング世界王者であるシュガーみゆきがタイトルを獲得した団体でもある。また、レイラ・アリはスーパーミドル級とライトヘビー級の2階級制覇を果たしている。
女子国際ボクシング連盟（WIBF）に次ぐ歴史を持つ団体であるが、2008年7月31日のエラ・ヌネス vs. ドミンガ・オリボのスーパーバンタム級王座決定戦を最後に王座の認定は行っておらず、公式HPも閉鎖されている。

### 団体
- 女子国際ボクシング協会 (WIBA)
- 国際女子ボクサー協会 (IFBA)
- 女子国際ボクシング連盟 (WIBF)
- 女子国際ボクシング評議会 (WIBC)
- 国際ボクシング協会 (IBA)
- 世界ボクシング協会 (WBA)
- 世界ボクシング評議会 (WBC)